# Rogelio Delgado
Pour les articles homonymes, voir Delgado.
Rogelio Wilfrido Delgado Casco est un joueur de football paraguayen né le 12 octobre 1959 à Asuncion. Il était défenseur central.

## Carrière
En club, il joue pour l'Olimpia Asunción avec lequel il remporte six titres de champion. En 1979, en plus du championnat, il gagne la Copa Libertadores et la Coupe Intercontinentale. Il tente avec succès l'expérience à l'étranger, garnissant son palmarès d'un titre de champion d'Argentine avec l'Independiente ainsi qu'un titre de champion du Chili avec l'Universidad de Chile.
En équipe nationale, il est sélectionné pour la première fois à l'âge de 24 ans, le 2 juin 1983 pour une rencontre amicale contre l'Uruguay. Il est désigné comme capitaine de l'équipe lors de la coupe du monde 86 qui voit les Paraguayens se hisser en huitième de finale. Il participe également à trois éditions de la Copa América.

## Palmarès
- Champion du Paraguay en 1978, 1979, 1981, 1982, 1983 et 1985 avec l'Olimpia Asuncion
- Vainqueur de la Copa Libertadores en 1979 avec l'Olimpia Asuncion
- Vainqueur de la Coupe intercontinentale en 1979 avec l'Olimpia Asuncion
- Champion d'Argentine en 1989 avec le CA Independiente
- Champion du Chili en 1994 avec l'Universidad de Chile